# بدنام (فیلم ۱۹۴۶)
بدنام (به انگلیسی: Notorious) فیلم نوآر جاسوسی به کارگردانی آلفرد هیچکاک است که در سال ۱۹۴۶ ساخته شده و ماجرایی جاسوسی و عاشقانه را روایت می‌کند. ستارگان این فیلم کری گرنت، اینگرید برگمن و کلود رینس هستند. فیلم، زندگی یک مأمور آمریکایی به نام تی.آر. دِولین (گرنت) را دنبال می‌کند که برای نفوذ به یک سازمان نازی، کمک زنی به نام آلیسیا هوبرمن (برگمن) را جلب می‌کند که دختر یک جاسوس و جنایتکار جنگی آلمانی است. موقعیت هنگامی پیچیده می‌شود که این دو دلباختهٔ یکدیگر می‌شوند و این در حالی است که هوبرمن دستور دارد مردی به نام الکس سباستین (رینس) را که از اعضای برجستهٔ یک سازمان نازی است و قبلاً عاشق آلیسیا بوده، اغوا کند.
این فیلم در اواخر ۱۹۴۵ و اوایل ۱۹۴۶ فیلم‌برداری شد و در اوت ۱۹۴۶ توسط شرکت آر.ک.ئو به نمایش درآمد.
بدنام از سوی منتقدان و صاحب‌نظران، نقطهٔ‌عطفی در کارنامهٔ هنری آلفرد هیچکاک به‌شمار می‌رود و به گفتهٔ زندگینامه‌نویس هیچکاک، دونالد اسپوتو، بدنام در واقع نخستین تلاش هیچکاک (در سن چهل‌وشش سالگی) برای به‌کاربستن استعدادهایش در روایت یک داستان عاشقانهٔ جدی است. فیلم بدنام در سال ۲۰۰۶ از سوی کتابخانهٔ کنگرهٔ آمریکا برای حفظ در فهرست ملی ثبت فیلم این کشور انتخاب شد.
این فیلم در شمار فیلم‌هایی است که نمره کامل ۱۰۰/۱۰۰ را از منتقدان متاکریتیک دریافت کرده است.

## داستان
در آوریل ۱۹۴۶، آلیسیا هوبرمن (برگمن)، دختر آمریکاییِ یک جاسوس آلمانی، از سوی مأموری به نام تی.آر. دِولین (گرنت) به کار گرفته می‌شود تا به یک سازمان نازی که پس از جنگ جهانی دوم به برزیل منتقل شده نفوذ کند. وقتی آلیسیا حاضر به کمک به پلیس نمی‌شود، دِولین صدای ضبط‌شدهٔ مشاجره‌های آلیسیا با پدرش و ابراز علاقهٔ او به آمریکا را پخش می‌کند.
در حالی که آلیسیا منتظر دریافت جزئیات مأموریتش در ریو دو ژانیرو است، او و دِولین دلباختهٔ یکدیگر می‌شوند اما احساسات دِولین نسبت به آلیسیا پیچیده‌است چون از گذشتهٔ بی‌قید و بند او خبر دارد. دِولین موظف می‌شود آلیسیا را قانع کند تا الکس سباستین (رینس) را که دوست پدر آلیسیا و از اعضای برجستهٔ سازمان نازی مستقر در بزریل است اغوا کند. دِولین موفق نمی‌شود مقام‌های مافوق خود را راضی کند که آلیسیا مناسب این کار نیست. دِولین همچنین مطلع می‌شود که سباستین زمانی عاشق آلیسیا بوده‌است. او جزئیات مأموریت را با آلیسیا در میان می‌گذارد و وجهه‌ای پرهیزکارانه از خود نشان می‌دهد. آلیسیا به این نتیجه می‌رسد که دِولین تنها به‌خاطر شغلش وانمود می‌کرده که عاشق اوست.

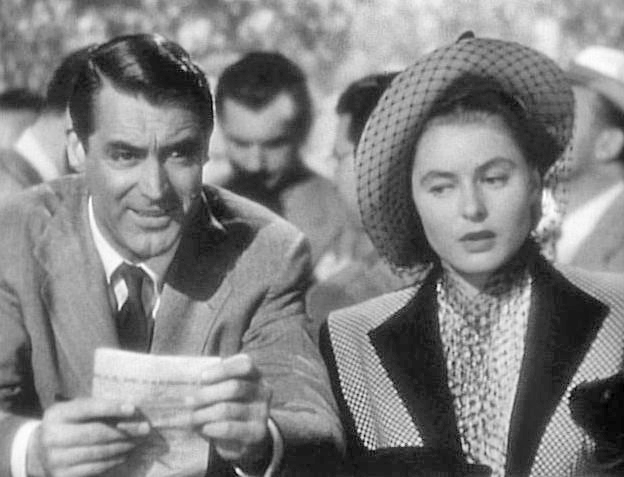
دِولین و آلیسیا در حال تماشای مسابقه اسب‌دوانی.

دِولین تدبیری می‌اندیشد تا آلیسیا و سباستین در یک باشگاه اسب‌دوانی همدیگر را ببینند. سباستین آلیسیا را به جا می‌آورد و او را به شام دعوت می‌کند و موقع شام به او می‌گوید که همیشه می‌دانسته دوباره همدیگر را خواهند دید. سباستین آلیسیا را به مهمانی شامی که فرداشب در خانه‌اش دارد دعوت می‌کند و می‌گوید که قرار است میزبان چند آشنای شغلی باشد. دِولین و سروان پُل پرسکات از سرویس مخفی ایالات متحده به آلیسیا می‌گویند که باید نام و ملیت تمام مهمانان را به خاطر بسپارد.
در مهمانی شام، آلیسیا متوجه می‌شود که حال یکی از مهمانان با دیدن یک شیشهٔ شراب خاص بد می‌شود و فوراً او را از اتاق بیرون می‌برند. در پایان شب، هنگامی که مهمان‌ها تنها می‌شوند، آن مهمانی که بدحال شده بود عذرخواهی می‌کند و می‌خواهد به خانه‌اش برود اما یکی دیگر از اعضای گروه نازی اصرار می‌کند که او را می‌رساند، و به‌صورت ضمنی مشخص می‌شود که قرار است این فرد را به قتل برسانند.

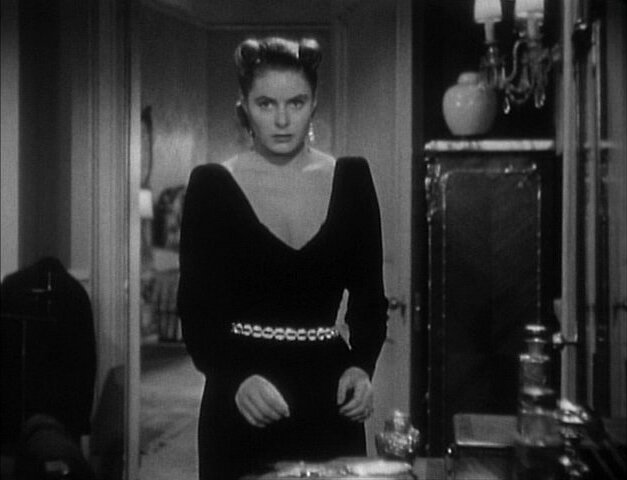
آلیسیا کلید سرداب را مخفیانه برمی‌دارد. پیراهن اینگرید برگمن توسط ادیت هد طراحی شده‌است.

آلیسیا موضوع را به دِولین گزارش می‌دهد و می‌گوید «می‌توانی نام سباستین را هم به فهرست هم‌بازی‌های من اضافه کنی». سباستین به آلیسیا پیشنهاد ازدواج می‌دهد و آلیسیا هم دِولین را مطلع می‌کند. دِولین با سردی به او می‌گوید هرکاری می‌خواهد بکند. آلیسیا که عمیقاً مأیوس شده، با سباستین ازدواج می‌کند.
پس از بازگشت از ماه عسل، آلیسیا به دِولین می‌گوید کلیدِ درِ سرداب شراب‌خانه در دسته‌کلیدی که شوهرش به او داده نیست. این موضوع و ماجرای بطری شراب در شب مهمانی، باعث می‌شود دِولین به آلیسیا اصرار کند که یک مهمانی بزرگ برگزار کند تا او بتواند در خانه تحقیقاتی انجام بدهد.
آلیسیا کلید سرداب را مخفیانه از دسته‌کلید سباستین می‌دزدد و با دِولین سرداب را جستجو می‌کنند. دِولین اتفاقی یک بطری را می‌شکند؛ درون آن ماسه‌ای سیاه‌رنگ است که بعداً مشخص می‌شود سنگ اورانیوم است. دِولین یک نمونه از این ماده برمی‌دارد و در حالی که سباستین دارد برای برداشتن شامپاین پایین می‌آید، در سرداب را قفل می‌کند. آلیسیا و دِولین همدیگر را می‌بوسند تا ردّ پایشان را بپوشانند. دِولین از خانه بیرون می‌رود. سباستین متوجه می‌شود که کلید سرداب گم شده اما همان شب می‌بیند که کلید گمشده به دسته‌کلیدش بازگشته. وقتی به سرداب می‌رود، شیشهٔ شکسته و ماسه‌های بطری را می‌بیند.

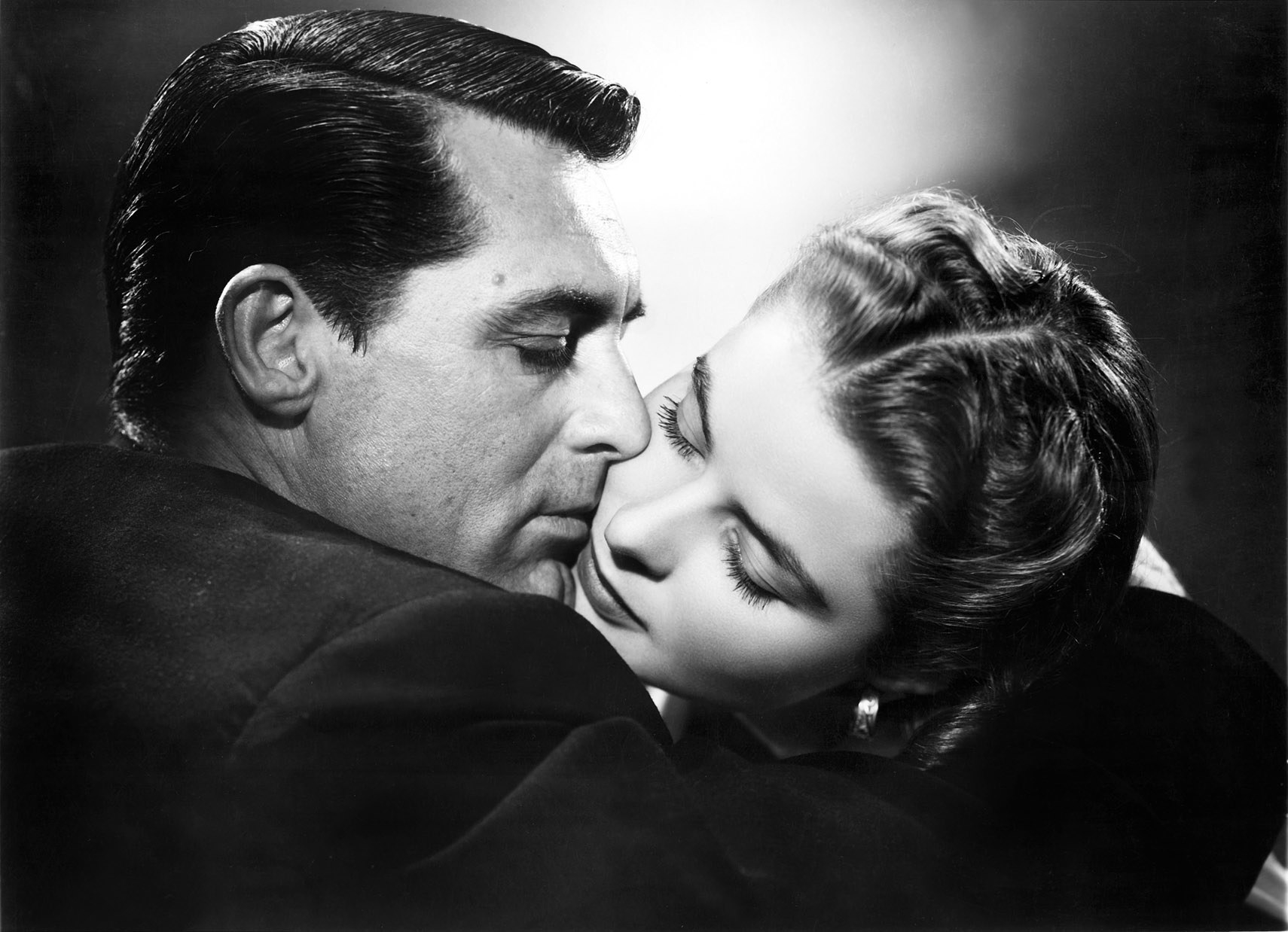
دِولین و آلیسیا.

حالا سباستین با این مشکل روبه‌روست که باید آلیسیا را ساکت کند اما نمی‌تواند دست او را رو کند چون خطای فاحش خودش هم نزد رفقای نازی‌اش آشکار می‌شود. سباستین دربارهٔ این وضعیت با مادرش صحبت می‌کند و مادرش پیشنهاد می‌دهد که آلیسیا را مسموم کنند و آرام‌آرام بکشند. آنها قهوهٔ آلیسیا را مسموم می‌کنند و او خیلی زود بیمار می‌شود.
در جریان ویزیت یکی از دوستان سباستین به نام دکتر اندرسون، آلیسیا متوجه می‌شود که سنگ اورانیوم از کدام معدن استخراج می‌شود و چه چیزی باعث بیماری‌اش شده. او از هوش می‌رود و به اتاقش برده می‌شود. تلفن اتاق را برداشته‌اند و او ضعیف‌تر از آن است که بتواند از اتاق فرار کند.
وقتی آلیسیا پنج روز سر قرار حاضر نمی‌شود، دِولین می‌فهمد اتفاقی افتاده و مخفیانه وارد اتاق آلیسیا می‌شود و آلیسیا به او می‌گوید که سباستین و مادرش او را مسموم کرده‌اند. دِولین اعتراف می‌کند که عاشق آلیسیاست و او را جلوی چشم همدستان سباستین از خانه بیرون می‌برد. سباستین و مادرش با داستان دِولین همراه می‌شوند که آلیسیا باید به بیمارستان برود. بیرون از خانه، سباستین التماس می‌کند که همراه آن‌دو برود چون می‌داند که نازی‌ها به موضوع شک می‌کنند و حقیقت را خواهند فهمید، اما دِولین و آلیسیا سوار بر ماشین دور می‌شوند و سباستین را تنها می‌گذارند تا با سرنوشتش روبه‌رو شود.

## زیبایی شناسی سینماتوگرافی
راجر ایبرت، Notorious را به عنوان فیلمی با "برخی از مؤثرترین نماهای دوربین در کار او - یا هر کس دیگری" توصیف کرده است. هیچکاک از قدرت ستاره‌گی گرانت در اولین صحنه‌اش استفاده کرد و شخصیت او را با نماهایی از پشت سر بازیگر معرفی کرد که او را در حال مشاهده‌ی دقیق آلیس نشان می‌دهد. زیاده‌روی در نوشیدن او صبح روز بعد با یک نمای نزدیک و زوم‌اوت از یک لیوان آسپرین گازدار کنار تختش تقویت می‌شود. دوربین به نقطه‌نظر او تغییر می‌کند و بیننده گرانت را به عنوان دِولین، با نور پس‌زمینه و وارونه می‌بیند.
این فیلم همچنین شامل یک نمای دنبال‌کننده در عمارت سباستین در ریودوژانیرو است: دوربین از بالای سالن ورودی شروع می‌شود و تا دست آلیس که در حال پیچاندن عصبی کلید است، دنبال می‌شود.

## بازیگران
- کری گرانت در نقش تی.آر. دِولین
- اینگرید برگمن در نقش آلیسیا هوبرمن
- کلود رینس در نقش الکساندر سباستین
- لئوپولدین کونستانتین در نقش مادام آنا سباستین (مادر الکساندر)
- لوئیس کالهرن در نقش سروان پُل پرسکات، مأمور سرویس مخفی ایالات متحده
- مورونی اولسن در نقش والتر بیردزلی، مأمور سرویس مخفی
- ریکاردو کاستا در نقش دکتر خولیو باربوسا
- رینهولد شونزل در نقش دکتر اندرسون، عضو سازمان نازی
- ایوان تریسولت در نقش اریک ماتیس، عضو سازمان نازی
- ایبرهات کروشمت در نقش امیل هوپکا، عضو سازمان نازی
- الکسیس مینوتیس (billed as Alex Minotis) در نقش جوزف، پیشخدمت سباستین
- والی براون در نقش آقای هاپکینز
- سر چارلز مندل در نقش کومودور
- فی بکر در نقش اتل
- امت ووگان